# Help Me
"Help Me" é uma canção pertencente ao cantor estadunidense Nick Carter. Seu lançamento ocorreu em 24 de junho de 2002 pela Jive Records, servindo tanto como o primeiro single solo de Carter como o primeiro single retirado de seu álbum de estreia Now or Never (2002). A canção pertencente ao gênero pop-rock, foi escrita por Matthew Gerrard e Michelle Vice-Maslin, sendo considerada juntamente com o álbum Now or Never, um esforço de Carter para desprender-se de seu trabalho musical como integrante do grupo Backstreet Boys. Após o lançamento de "Help Me", a canção atingiu o top 10 das paradas musicais no Canadá, Dinamarca e Itália. 
O vídeo musical correspondente de "Help Me" foi dirigido por Chris Applebaum e apresenta Carter interpretando a canção, enquanto se desloca em diversas localidades de Hollywood, Califórnia.    

## Antecedentes e divulgação
Com a conclusão da turnê do Backstreet Boys, Black & Blue Tour, que encerrou-se no fim do ano de 2001 e o consequente término das atividades promocionais do grupo, Carter conseguiu concentrar seus esforços no lançamento de seu primeiro álbum de estúdio solo, tendo sido compostas por ele juntamente com outros compositores, 37 canções para o mesmo. Em julho de 2002, foi noticiado que ele estava realizando os ajustes finais em Now or Never, enquanto determinava qual seria o primeiro single a ser o retirado do álbum.
"Help Me" tornou-se a faixa escolhida, a canção voltada ao pop-rock, liricamente se refere a uma pessoa indecisa sobre quais decisões seguir. Para a sua divulgação, Carter se apresentou com a canção em programas de televisão, incluindo Top of the Pops da BBC One no Reino Unido. Além disso, "Help Me" fez parte da trilha sonora internacional da telenovela brasileira Sabor da Paixão (2002-2003)

## Vídeo musical
As gravações para o vídeo musical de "Help Me", ocorreram nos dias 28 e 29 de agosto de 2002 em Hollywood, Califórnia, sob a direção de Chris Applebaum. A ideia central da produção foi o de mostrar um autorretrato natural de Carter e incluiu cenas suas andando pela cidade, tocando bateria, cantando em um estúdio de gravação, entre outros. Os bastidores da gravação do vídeo musical, foram exibidos no programa Making the Video da MTV. 

## Faixas e formatos
O lançamento de "Help Me" como CD single, contou  com os seguintes formatos de suas principais versões:
| CD single padrão |                           |                                      |         |  |
| N.º              | Título                    | Compositor(es)                       | Duração |  |
| 1.               | "Help Me" (Album version) | Matthew Gerrard Michelle Vice-Maslin | 3:11    |  |
| 2.               | "Help Me" (instrumental)  | -                                    | 3:11    |  |

| CD single e Maxi single da Austrália, Brasil e Japão |                          |                                      |         |  |
| N.º                                                  | Título                   | Compositor(es)                       | Duração |  |
| 1.                                                   | "Help Me"                | Matthew Gerrard Michelle Vice-Maslin | 3:11    |  |
| 2.                                                   | "Help Me" (instrumental) | -                                    | 3:11    |  |
| 3.                                                   | "End of Forever"         | Nick Carter Guy Chambers             |         |  |
| 4.                                                   | "Payback"                | Douglas Carr Nick Carter Nik Kershaw | 3:30    |  |

| CD single da Europa |                  |         |  |
| N.º                 | Título           | Duração |  |
| 1.                  | "Help Me"        | 3:11    |  |
| 2.                  | "End of Forever" | 4:10    |  |
| 3.                  | "Payback"        | 3:30    |  |

| Cassette single da Europa |                          |         |  |
| N.º                       | Título                   | Duração |  |
| 1.                        | "Help Me"                | 3:11    |  |
| 2.                        | "End of Forever"         | 4:10    |  |
| 3.                        | "Help Me" (instrumental) | 3:11    |  |

## Desempenho nas tabelas musicais
| Tabela musical (2002)                     | Melhor posição |
| ----------------------------------------- | -------------- |
| Austrália - Australian Singles Chart      | 30             |
| Áustria - Austrian Singles Chart          | 26             |
| Bélgica - Belgian Singles Chart (Vl)      | 38             |
| Brasil - (ABPD)                           | 12             |
| Canadá - Canadian Singles Chart           | 9              |
| Dinamarca - Danish Singles Chart          | 6              |
| Escócia - Official Charts Company         | 19             |
| Estados Unidos - Top 40 Mainstream        | 36             |
| Irlanda - (IRMA)                          | 44             |
| Itália - Italian Singles Chart            | 9              |
| Nova Zelândia - New Zealand Singles Chart | 48             |
| Países Baixos - Dutch Singles Chart       | 24             |
| Reino Unido - UK Singles Chart            | 17             |
| Reino Unido - UK Indie Chart              | 1              |
| Suécia - Swedish Singles Chart            | 20             |
| Suíça - Swiss Singles Chart               | 33             |